# تاریخ کانبرا

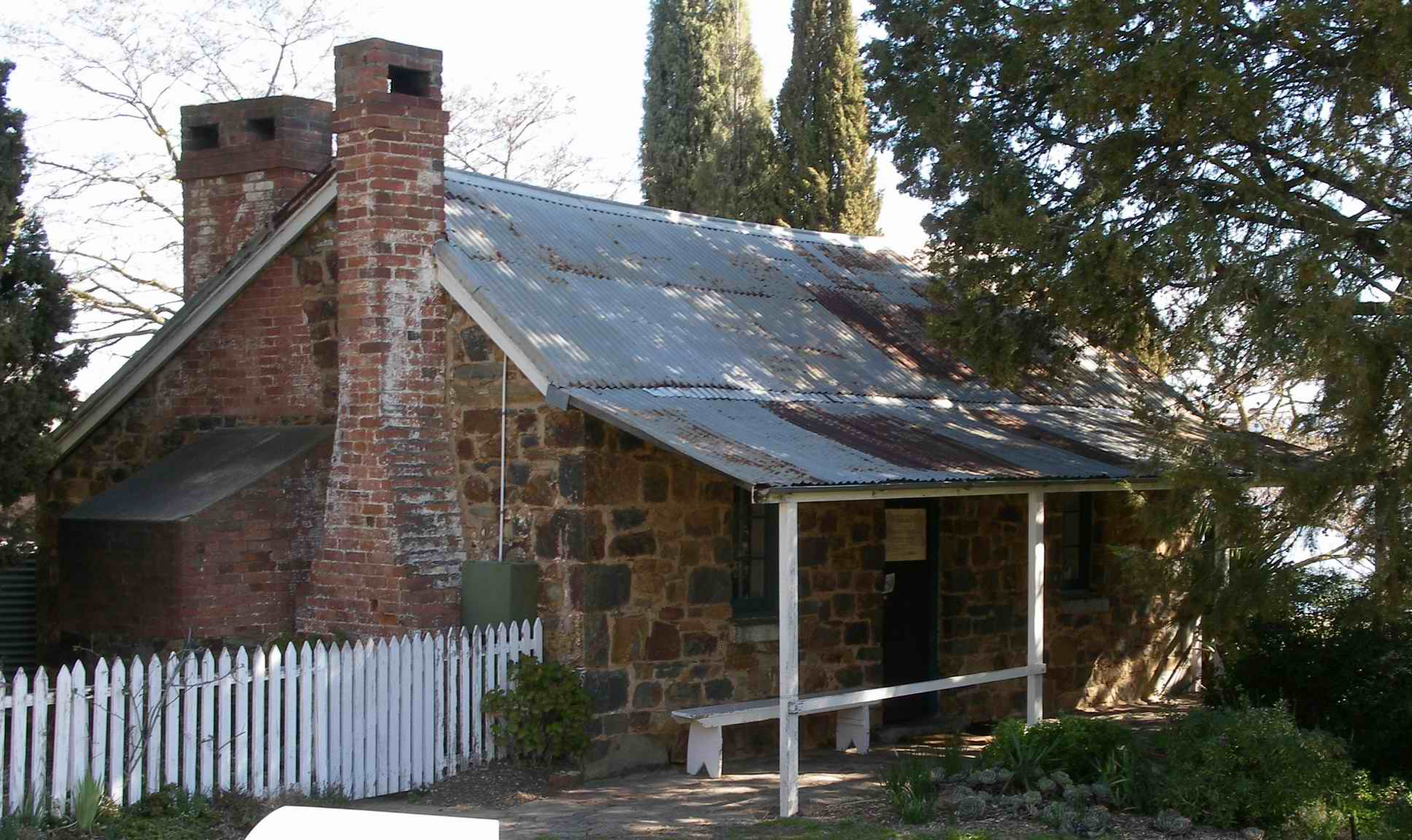
کلبة بلوندل، ساخته شده در ۱۸۶۰،
یکی از محدود ساختمانهای باقی‌مانده از زمان اولین مردمان اروپایی در کانبرا می‌باشد.

قبل از استقرار اروپایی‌ها، منطقه‌ای که باید کانبرا در آن ساخته می‌شد، زیست گاه فصلی مردم انگوناوال و والگالو بود. مردم انکاریگو در جنوب شرقی کانبرا، گاندانگورا در شمال، یوئن در ساحل و ویرا جوری‌ها در شرق زندگی می‌کردند. یافته‌های باستان‌شناسی از ناحیة کانبرا نشان از زندگی انسان در حدود ۲۱۰۰۰ سال قبل می‌دهد. کلمة «کانبراً از نام مردمم محلی انگابری گرفته شده که از خانوادة انگوناوال است یا از واژه «کامبرا» به معنی «محل ملاقات» در زبان انگوناوال گرفته شده‌است.
سکنی گزینی اروپایی‌ها در منطقه کانبرا از اوایل سالهای ۱۸۲۰ آغاز شد. چهار گروه بین ۱۸۲۰ تا ۱۸۲۴ به استرالیا سفر کردند. استقرار سفید پوستان احتمالاً از سال ۱۸۲۴ آغاز شد که مرزعه‌ای در آکتون پینسولا بوسیلة جوشوا جان مور ساخته شد. او در سال ۱۸۲۶ منطقه را گسترش داد و نام آنرا کانبری گذاشت. جمعیت اروپایی‌ها در کانبرا در طول قرن نوزده به آهستگی افزایش می‌یافت. معروف‌ترین آنها خانوادة کمپل از «دانترون» بودند که خانة سنگی آنها اکنون دفتر کالج سلطنتی نظامی، دانترون است. کمپل‌ها مسئولیت دیگر خانواده‌های اسکاتلندی را پذیرفتند تا روی زمینهای آنها کار کنند. با افزایش حضور اروپایی‌ها، جمعیت بومی به علت بیماری‌هایی مثل آبله و سرخک روبه کاهش یافت.

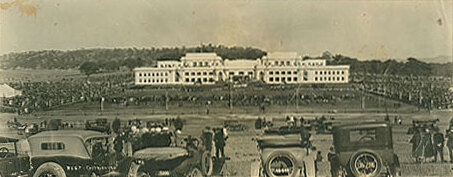
افتتاح پارلمان در سال ۱۹۲۷

تغییر نواحی کشاورزی نیوساوت ولز (NSW) به پایتخت کشور، پس از مذاکرات در فدراسیون استرالیا در اواخر قرن نوزده آغاز شد. پس از گفتگوی طولانی بر سر انتخاب ملبورن یا سیدنی به‌عنوان پایتخت، تصمیم گرفته شد که پایتخت جدید در نیو ساوت ولز ساخته شود و موقتاً ملبون پایتخت باشد. کانبرا به‌عنوان محل مورد نظر در سال ۱۹۰۸ انتخاب شد. دولت NSW از مناطق پایتخت فدرال صرفنظر کرد و آنها را به دولت فدرال واگذار کرد. در یک مسابقة طراحی بین‌المللی در ۱ ژانویه ۱۹۱۰، طرح والتر بورلی گریفن انتخاب شد و در سال ۱۹۱۳، گریفن به‌عنوان هدایت کنندة فدرال برای طراحی و ساخت منصوب شد و کار ساخت و ساز آغاز گردید. نام شهر، توسط خانم گرترود دنمان، همسر فرماندار آینده _ ژنرال استرالیایی توماس دنمان، سومین بارون دنمان | لرد دنمان در مراسمی در تالار کوراجونگ که اکنون خانة پارلمان کانبرا است، به‌طور رسمی اعلام گشت. "روز کانبراً یک روز تعطیلی همگانی است که در سومین دوشنبه ماه مارس بنیان‌گذاری کانبرا را جشن می‌گیرند.

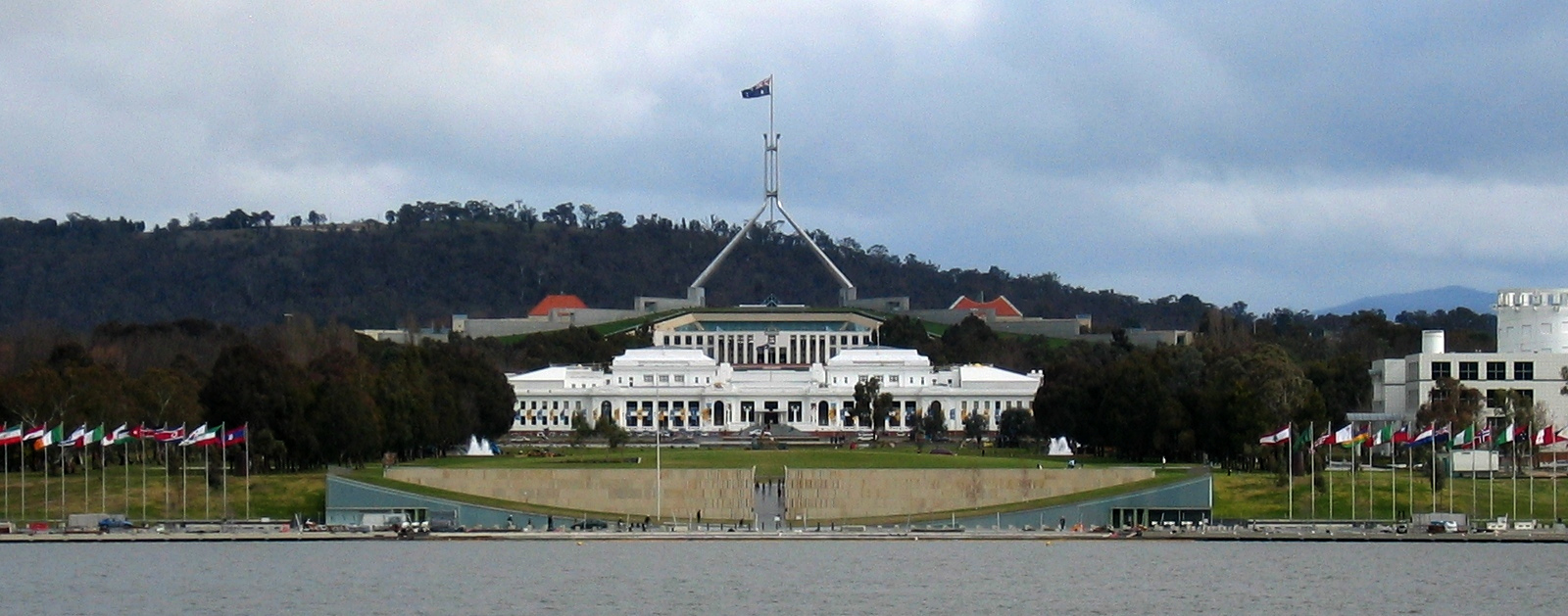
پرونده: دو مکان تاريخي مهم کانبرا، خانة پارلمان و خانة قديمي پارلمان(در قسمت جلو). Commonwealth Place در کنار درياچه قرار دارد و پرچم بين المللي را شامل مي شود.

دولت فدرال در ۹ مه ۱۹۲۷ به کانبرا منتقل شد و خانة قدیمی پارلمان را افتتاح کرد. نخست وزیر، استانلی بروس، چند روز زودتر به‌طور رسمی در «لژ» مستقر شده بود، توسعة برنامه‌ریزی شدة شهر در سال ۱۹۳۰ و افسردگی عمومی مردم استرالیا بخاطر جنگ جهانی، متوقف شد. برخی پروژه‌های مربوط به آن دوره مثل ساخت کلیسای کاتولیک‌های استرالیا و کلیسای آنگلیکان‌های استرالیا، هیچ‌گاه به اتمام نرسید. پس از جنگ جهانی دوم توسعة کانبرا از سر گرفته شد و سازمانهای مختلف دولتی از ملبورن به کانبرا منتقل شدند. پروژه‌های خانه‌سازی دولتی در پایتخت برای اسکان جمعیت رو به رشد شهر، در نظر گرفته شد. قسمت‌های شمالی و جنوبی کانبرا در سال ۱۹۵۰ توسعه یافتند و توسعة شهری در حومة کانبرا مثل وودن والی و بلکونن در سالهای ۱۹۶۰ انجام شد. ساخت دریاچة بورلی گریفن در سال ۱۹۶۳ به پایان رسید.
در تاریخ ۲۷ ژانویة ۱۹۲۷ سفارت تنت محلی در زمینهای خانة پارلمان بنا نهاده شد تا حقوق بومی و مشکلات زمین‌ها را مورد بررسی قرار دهد و تا سال ۱۹۹۲ به‌طور مداوم مشغول به کار بود. در تاریخ ۹ مه ۱۹۸۸، پارلمان بزرگ‌تر و دائمی در سالن کاپیتان افتتاح گردید و پارلمان فدرال از خانة پارلمان موقت به آنجا نقل مکان کرد. در دسامبر ۱۹۸۸ ACT، دولت کاملاً مستقل را به خاطر فعالیت پارلمان رفاه اجتماعی، تضمین کرد. پس از اولین انتخابات در فوریة ۱۹۸۹، مجلس قانونگذاری با ۱۷ عضو در دفتری واقع در لندن سیر کویت، سیویک شروع به کار کرد. حزب کارگر استرالیا اولین دولت ACT را به رهبری نخست‌وزیر رزماری فولت تشکیل داد که اولین زن رهبر دولت بود.
در ۱۸ ژانویة ۲۰۰۳ قسمت‌هایی از کانبرا به خاطر آتش گرفتن جنگل از بین رفت که ۴ نفر کشته شدند و ۴۹۱ خانه ویران شد و تلسکوپ‌های تحقیقاتی و کارگاههای دانشگاه ملی استرالیا نیز از بین رفتند.